# Tihomir Buinjac
Tihomir Buinjac (Luzern, 28. veljače 1974.), hrvatski atletičar.
Natjecao se na Olimpijskim igrama 2000. u štafetnoj utrci 4 x 100 metara. Osvojio je 29. mjesto.
Bio je član Novog Zagreba i Dinama.